# Madame Cézanne au fauteuil jaune
Madame Cézanne au fauteuil jaune (1888-1890) est un tableau de Paul Cézanne représentant Hortense Fiquet.

## Histoire
Le tableau est la propriété de l'Art Institute of Chicago. Selon la section « Historique de propriété » de l'œuvre, il a été vendu à l'Art Institute of Chicago, le 22 avril 1948, par Paul Rosenberg & Co de New York, lesquels l'avait acheté en octobre 1947 à Alphonse Kann de Saint-Germain-en-Laye, collectionneur d'art dont la collection avait été pillée par les Allemands pendant la Seconde Guerre mondiale.